# Ignaz Withalm
Ignaz Withalm (* 23. März 1851 in Gaunersdorf; † 16. September 1910 ebenda) war ein österreichischer Müller und Politiker der Christlichsozialen Partei (CSP). Als Abgeordneter war er sowohl im Landtag von Niederösterreich als auch im Reichsrat vertreten.

## Leben
Ignaz Withalm wurde am 23. März 1851 als Sohn des Müllermeisters und Mühlenbesitzers Michael Johann Wilhalm (1807–1880) und dessen Ehefrau, der Müllerstochter Josepha (geborene Hager), in Gaunersdorf geboren und noch am selben Tag auf den Namen Iganz getauft. Seine Eltern hatten am 13. Februar 1849 geheiratet. Er entstammte dem großbäuerlichen Milieu des südlichen Weinviertels und erbte von seinem Vater die Withalmmühle. Ignaz Withalm engagierte sich ab 1876 in der bäuerlichen Standesvertretung im Zusammenhang mit dem entstehenden politischen Katholizismus. Ab 1876 war er Mitglied des Gemeindeausschusses, 1897 wurde er zum Bürgermeister von Gaweinstal (damals noch Gaunersdorf) gewählt. Von 1902 bis zu seinem Tod 1910 war Ignaz Withalm Abgeordneter des Niederösterreichischen Landtages. Bei den ersten Wahlen zum Reichsrat nach dem allgemeinen Wahlrecht 1907 wurde er als christlichsozialer Kandidat zum Abgeordneten des Wahlkreises Mistelbach-Matzen-Land gewählt. Daneben bekleidete er noch zahlreiche weitere Ämter, u. a. war er Direktor des Spar- und Vorschussvereins, Vizepräsident der AG der Lokalbahn Gänserndorf–Gaunersdorf sowie Mitglied des Bezirksschulrates und des Bezirksstraßenausschusses. Als Bürgermeister wirkte für den Bahnanschluss seiner Heimatgemeinde. Ignaz Withalm war der Großvater von Hermann Withalm, dem späteren Vizekanzler der Republik Österreich. Am 16. September 1910 starb Withalm im Alter von 59 Jahren an der Folge einer Arterienverkalkung in seiner Heimatgemeinde und wurde drei Tage später auf dem lokalen Friedhof beerdigt.